# Šmarna gora
Šmarna gora je osamelec na severu Ljubljanskega polja. Ima dva vrhova: nižjo Šmarno goro (669 m) in višjo Grmado (676 m), med obema leži (preval) sedlo / Na Sedlu (573 m), na severu je od osrednjega masiva nekoliko odmaknjeno Gradišče (471 m) in na vzhodu Debeli hrib (430 m). 
Zaradi lege in razgleda je postala priljubljen izletniški cilj. Z gore se ob lepem vremenu vidijo Triglav, Stol in koroški Obir, v južni smeri se vidijo Krim, Snežnik in Trdinov vrh na Gorjancih. Bližnje vzpetine pa so Golo brdo, Velika Trata, Toško Čelo, Rožnik oz. Šišenski hrib, Rašica in zahodno ležeči Polhograjski Dolomiti.
Šmarna gora je točka na Slovenski geološki poti, čeznjo pa je speljana tudi gozdna učna pot. Južno pobočje Šmarne gore večinoma poraščata puhasti hrast (Quercus pubescens) in črni gaber (Ostrya carpinifolia), severna pobočja pa bukov gozd.
Območje med Šmarne goro in Rašico na severni ter reko Savo na južni strani je del mestne občine Ljubljana, ki spada v Četrtno skupnost Šmarna gora.
V Šmartnem je osnovna šola, pošta ter župnijska cerkev sv. Martina.

## Zgodovina
Vrh Šmarne gore je bil poseljen že v prazgodovini. Najdba rimske zapestnice na vrhu Šmarne gore in arheološko najdišče rimskih grobov v Šmartnem pod Šmarno goro dopuščajo domnevo, da so bili na njej tudi Rimljani, ki so jo imenovali Mons Cetius. Verjetnost te podmene povečuje odkritje gradišč na hribu nad Mednim in na Rašici ter zaščiteno gradišče železne dobe nad Zavrhom, ki je obstajalo nekaj stoletij pred našim štetjem. 
Šmarna gora je dobila ime po Mariji, zavetnici šmarnogorske (marijinogorske) cerkve. V arhivih je romarska cerkev prvič omenjena leta 1324. Po pripovedovanju naj bi bila v srednjem veku na tem mestu zgrajena utrdba in pred letom 1216 tudi Marijina kapela. Tedaj so vzpetino imenovali kar Holm. Po zaslugi oglejskega patriarha Ottobona je cerkev postala znana daleč na okoli, saj so si lahko romarji v njej izprosili odpustke. Prvotna kapela je v dobrih sto letih postala premajhna in preskromna za obisk romarjev in za večje obrede. Leta 1432 je bila zgrajena romarska cerkev Matere v gotskem slogu; o njej je pisal tudi Janez Vajkard Valvasor. O gradnji cerkve v 15. stoletju govori Prešerenova pesem Od zidanja cerkve na Šmarni gori, prvič objavljena 1866, ki se opira na ljudsko izročilo. 
Prevzeten oženjen graščak, naj bi se zabaval z dekleti iz okolice in eno dekle naj bi zanosilo. Ker bodočega očeta zatem ni bilo na obisk kar do sedmega meseca njene nosečnosti, se je dekle v skrbeh za njegovo zdravje odločilo, da ga poišče. Na poti na goro je v gošči zašlo, vendar je med tavanjem prišlo do koče, v kateri je bival samotar, puščavnik. Upalo je, da ji bo pokazal pot do gradu. Toda on je spoznal njeno tegobo in ker se je bližal večer in nevihta, jo je vabil naj to noč varno prenoči v njegovi koči. Dekle pa je vztrajalo, da bo nadaljevalo pot, zato ji je puščavnik razodel resnico, da je njen možak poročen grajski gospod. Dekle je ob tem spoznanju omedlelo, v tej tegobi rodilo dečka in umrlo. Puščavnik je zavrnil plačilo, in skrbel za dečka tako dolgo, da je postal duhovnik.
V času turških vpadov koncem 15. stoletja so jo obzidali in je služila kot protiturški tabor.
Zanimivost šmarnogorske cerkve je, da se opoldansko zvonjenje opravlja pol ure prej, to je ob enajsti uri in trideset minut. Zvonjenje se opravlja v spomin na odvrnitev turškega napada.
V zvezi s tem dogodkom je ohranjeno še nekaj zgodb. 
Ena izmed legend, ki izhaja še iz časov turških vpadov govori, da naj bi se Turki odločili, da bodo zavzeli tabor s cerkvijo, ki je ščitil ljudi in njihovo imetje. Obljubili so si, da bodo cerkev zavzeli pred poldnem, sicer se bodo obrnili in vrnili v Turčijo. To naj bi slišala sv. Marija, ki se je prikazala ljudem v cerkvi. Ljudje so bili v upanju, da se bodo Turki držali zarečenega, zato so zvonili pol ure prej. Turki so se dejansko obrnili in odšli. V spomin zvon še danes bije pol ure pred poldnem.
Gotsko predhodnico, ki je imela dve ladji in je bilo v njej kar devet oltarjev, so potem, ko ni bilo več turške nevarnosti, zamenjali s sedanjo, znamenito zaradi velikih baročnih kupol. Zidati so jo začeli po načrtih takrat najbolj cenjenega slovenskega stavbenika Gregorja Mačka leta 1711. Pri gradnji niso pomagali le farani Vodic, kamor že od začetkov sodi Šmarna gora, ampak veliko okoličanov z ljubljanskega, kamniškega in sorškega polja. V letu dni so postavili cerkev, vendar so jo urejali vse do leta 1729, ko jo je 31. maja posvetil takratni ljubljanski škof Feliks Schrattenbach.
Poleg arhitekture, so posebnost šmarnogorske cerkve njene slikarije. Vse so delo baročnega slikarja Matevža Langusa. Tudi glavni oltar je Langus naslikal kar na steno, v vdolbini pa stoji milostni kip, ki je po baročnem običaju  oblečen. Prav posebej privlačna in zanimiva je osrednja kupola, ki je Langus, kot je zapisal v pogodbi, ni poslikal zaradi zaslužka, ampak predvsem, da zadosti svoji srčni želji kar najlepše okrasiti priljubljeno romarsko cerkev. Zanimiv je tudi napis, ki ga je naredil slikar v slovenskem jeziku: »S pomozhjo romarjov so g. Jernej Arko, fajmošter u Vodizah in g. Anton Jamnik, duhovnik tukej, vneti za čast Marije in lepoto te zerkve nevtrudno skrbeli, da sem malo kupolo in veliki oltar v leta 1842. velko kupolo pa v leta 1846 in 1847 smalal. Matevsh Langus iz Kamnjegorize na Gorenskim.« Naš pesnik France Prešeren je večkrat obiskal strica Jakoba, od 1830 do 1837 duhovnika na Šmarni gori, ki je na njej tudi pokopan. 
Pod Šmarno goro (med Tacnom in Šmartnim) je 22. julija 1941 počila prva partizanska puška, kar se je nekdaj praznovalo kot Dan vstaje slovenskega naroda. Druga svetovna vojna je Šmarno goro prepletla s številnimi potmi in bunkerji, ki so jih postavili vojaki. Po koncu vojne so se mnoge poti ponovno zarasle, od bunkerjev pa danes tudi ni več večjih sledi.

### Zgodovina orgel in zvonov
Ni znano, kdaj je cerkev dobila prve orgle, toda zanesljivo jih je imela že v 17. stoletju. Leta 1838 so v Ljubljani naročili nove z desetimi registri in jih dobili 1840, stare pa so leta 1842 prodali Kokrčanom. Med prvo svetovno vojno je vodiški župnik le pretental državo, da ni pobrala piščali. Drugače pa je bilo z zvonovi. V zvoniku jih je visela že cela vrsta; kaže, da je bil najstarejši iz 15. stoletja. Ob nabavljanju novih so stare zvonove prevzeli livarji zvonov. Leta 1873 so zanesljivo že bili štirje in 1874 so dobili novega, največjega, ki je tehtal 5248 dunajskih funtov (bil je najtežji na Kranjskem, z danes kar 2940 kilogrami). Ton A mu je določil ˝triglavski župnik˝ Jakob Aljaž. Zvon je na goro vleklo enajst parov volov in pomagalo 200 ljudi z vrvmi in rokami. V dveh urah pa so ga pripeljali iz Zavrha do zvonika na Šmarni gori. Vse te napore ljudi je izničila svetovna vojna, saj so odpeljali vse zvonove, tako je za orožje šlo 4371 kg brona. Dolgo je trajala obnova: leta 1928 so zadoneli novi zvonovi livarne Sv. Vid nad Ljubljano. Največji je tehtal 3496kg in imel izjemno posrečen glavni ton A in tudi stranski toni so bili v najpopolnejši A-durovi harmoniji. Zdaj ta zvon ne doni več, ker je počen. Na Šmarni gori mu je najprej počila krona, nato je bil premeščen v zvonik cerkve sv. Antona na Brezovici pri Ljubljani, kjer pa je na žalost dokončno počil leta 1990. Kasneje je počil tudi srednjemali zvon, ki pa je bil odpeljan v livarno A. Bacherta, kjer je bil pretaljen (predvidoma leta 1991). Leta 1983 je bil šmarnogorski cerkvi podarjen nov, 3878 kg težak zvon livarne A. Bacherta iz Heilbronna.
Trenutno zvonilo:
| #  | Livarna               | Leto ulitja | Teža    | Ton        | Zavetnik      |
| -- | --------------------- | ----------- | ------- | ---------- | ------------- |
| 1. | A. Bachert, Heilbronn | 1983        | 3878 kg | A° +4,5/16 | Kristus kralj |
| 2. | Sv. Vid nad Ljubljano | 1928        | 1736 kg | cis' +2/16 | sv. Marija    |
| 3. | A. Bachert, Heilbronn | 1991        | 1044 kg | e' +0,5/16 | sv. Florjan   |
| 4. | Sv. Vid nad Ljubljano | 1928        | 682 kg  | fis' -3/16 | sv. Mihael    |

## Poti na Šmarno goro z opisanimi dostopi
Za vzpon na Šmarno goro ali Grmado lahko izbiramo med več kot 50 izhodišči, izbrani so le najbolj obljudeni. Vsa izhodišča ležijo tik na nivojem Save, to je dobrih 300 metrov nad morjem; torej je do vrha okoli 350 metrov višinske razlike; nekoliko višje je le Zavrh. Po planinskih ocenah rabi povprečen planinec za 400 m višinske razlike približno eno uro, kar seveda velja za večurno hojo s polnim nahrbtnikom in vso planinsko opremo. Po drugi strani pa vrhunski gorski tekač in kolesar zmoreta vzpon na Šmarno goro v slabih 12 minutah. Zato so namenoma izpuščeni vsi podatki o časih potrebnih za vzpone posameznih poteh. V nadaljevanju navedene poti so oštevilčene tako kot na zemljevidu.

### Seznam poti
1. Pot iz Vikrč: Iz Ljubljane se podamo preko Šentvida, Vižmarij in Tacna. Parkiranje je možno na urejenem parkirišču pri Klubu Lipa, obiskovalci pa puščajo avtomobile tudi ob cesti v Vikrčah. Dostop je možen še iz Mednega (železniška postaja, avtobus mestnega potniškega prometa št. 25) peš ali s kolesom preko visečega mostu; iz Mednega do vznožja je 20 minut mirne hoje.
2. Pot čez Peske: Ena od starih poti vodi čez Peske. Iz Vikrč se počasi enakomerno dviga in se nekje na polovici vzpona priključi vozni poti na Goro. Pot je vse bolj priljubljena med obiskovalci Šmarne gore, ker vodi po terenu, ki ni blaten, večerno sonce pa zaradi lege poti ustvarja enkratne učinke ravno v poznih popoldanskih urah, ko se ljudje največ podajajo na goro. Ime je dobila po apnenčastem drobirju, ki so ga pred stoletjem kopale domačinke in prodajale na trgu, kot sredstvo za čiščenje zažgane hrane iz aluminijaste posode.
3. Kovačeva steza: Starejša pot, ki so jo uporabljali že domačini, leta 1927 pa so jo markirali planinci. Začne se tik za gostilno Kovač v Vikrčah (skupaj z Westrovo) nato pa vodi precej strmo po severnih pobočjih Grmade do priključka na vozno pot iz Zavrha. Ker vodi ves čas po senci bukovega gozda je primerna predvsem v vročih poletnih dneh. Je manj obljudena in v deževnem obdobju dokaj spolzka.
4. Westrova pot: Pot se začne pri gostilni Kovač in vodi ves čas po grebenu na vrh Grmade. Prvi del je zelo strm, ponekod celo izpostavljen, medtem ko v zgornjem delu strmina nekoliko popusti. Na tretjini poti se ji z desne priključi Plezalna/Pogačnikova pot ter nekoliko višje še Mazijeva steza. Vmes je malo opazen še odcep Poti Svobode. Zaradi strmine je primerna za kondicijsko bolj pripravljene.
5. Plezalna ali Pogačnikova pot: Začne se v Vikrčah tik pod vikrškim skalovjem. Najprej vodi po zajedi med skalno lusko imenovano Turnc in masivom Grmade, nato se vzpne po izpostavljenih policah do najzahtevnejšega dela. Tu se novejša varianta nadaljuje naravnost navzgor preko navpične stene – mesto je izpostavljeno in tehnično dokaj zahtevno, v edino oporo so nam klini in jeklenice, pod nogami pa zija deset in več metrsko brezno. Prvotna pot se pod »lestvijo« odcepi desno in se nadaljuje po delno izpostavljeni rebri; varianta je manj izpostavljena, a še vedno zahteva znanje in pogum. Ko premaga zahtevni tehnični del, je težav konec, strmine pa še ne. Kolena grizemo vse do priključka na grebensko Westrovo pot.
6. Pot čez Zatrep in Zgornjo kuhinjo: Pot se začne v Vikrčah in vodi desno mimo hiš pod skalovjem. Ves čas sledimo kolovozu, ki je sprva dokaj položen, tik pod Zatrepom pa se strmina poveča. V Zatrepu lahko nadaljujemo pot naravnost po prečnici proti Sedlu ali zavijemo ostro levo na Mazijevo stezo. Med kolovozom in skalovjem je pravi labirint steza, prijetnih za krajše sprehode.
7. Pot iz Tacna: Podamo se iz Ljubljane preko Šentvida in Vižmarij. Brezplačno parkiranje je možno na urejenem parkirišču pri mostu čez Savo. Do izhodišča vozijo tudi avtobusi mestnega prometa št. 1B, 8, 15 (prva postaja po prečkanju mostu preko reke Save)
8. Pot na Grmado čez Spodnjo Kuhinjo in Zatrep ter Mazijeva steza: Pot pričnemo v Tacnu pri gostilni Grad; sprva sledimo Poti čez Spodnjo Kuhinjo, na prvi večji ravnici pa zavijemo levo proti Zatrepu, kjer se začne Mazijeva steza. Sledimo ji do grebena Grmade, kjer se priključimo Westrovi poti, ki ji sledimo do vrha Grmade.
9. Romarska pot: Prične se v Tacnu pri vaški cerkvi sv. Jurija ter vodi po asfaltirani cesti med hišami navkreber. Na koncu asfalta zavijemo desno po kolovozu navzgor do kapelice in levo po grabnu navzgor mimo sedla na vrh.
10. Šmarska pot: Kot samo ime pove se prične v Šmartnem na križišču in vodi proti gozdu, mimo tacenske kapelice ter se priključi Romarski poti.
11. Partizanska pot: Nastala je med 2. svetovno vojno in se zelo strmo vzpenja vse do vrha Šmarne gore. Uporabljali so jo predvsem partizanski kurirji. Šele po letu 1955 so jo uredili za obiskovalce; njena značilnost je čudovit razgled na Ljubljano s klopce tik pod vrhom.
12. Pot iz Zavrha: Pot se prične na koncu vasi Zavrh pri lovski koči ter se strmo vzpne na sam vrh Šmarne gore. Nanjo se priključi pot iz Skaručne na Šmarno goro.
13. Pot iz Skaručne: Ko se pripeljemo do Povodja na severovzhodnem delu Šmarne gore, se levo strmo vzpnemo proti samemu vrhu Šmarne gore. Zaradi neobljudenosti jo zelo radi uporabljajo hribolazci samotarji.
14. Vozna cesta na Šmarno goro: Na severu Šmarne gore vodi na goro vozna cesta iz vasice Zavrh, ki služi lastnikom gozda in oskrbovanju gostilne, je pa primerna tudi za gorske kolesarje in ljubitelje sankanja pozimi.
15. Pot svobode (označena s črko S): Značilnost te poti je predvsem v tem, da povezuje vse omenjene poti Šmarne gore in je s tem tudi najdaljša pot oziroma jo imenujejo Kraljica šmarnogorskih poti.